# 沙龙平原
32°24′00″N 34°52′59″E / 32.400°N 34.883°E

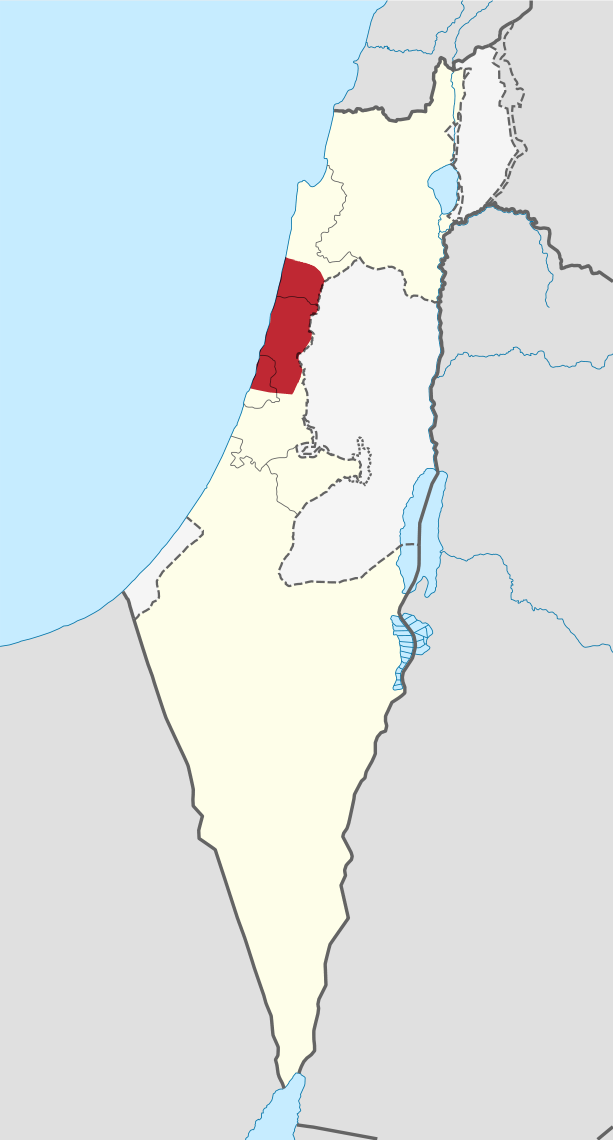
以色列沿海平原地区的沙龙平原

沙龙平原（希伯來語：‎ HaSharon；阿拉伯语：‎ Sahel Sharon）是以色列沿海平原的中心部分，北起迦密山南端的塔尼尼姆河，南至特拉维夫北界的雅孔河，西临地中海，东至撒馬利亞，长约90千米，宽约15千米。
以色列中央区、海法区和特拉维夫区位于该平原。